# Aeroportul Municipal Truth or Consequences
Aeroportul Municipal Truth or Consequences (IATA: TCS, ICAO: KTCS, FAA LID: TCS) este un aeroport din New Mexico, Statele Unite ale Americii.
Situat la o altitudine de 1.479 m, aeroportul dispune de 1 pistă.

## Infrastructură

### Piste
Aeroportul dispune de o singură pistă. Pista 13/31 are suprafața de asfalt și dimensiunile 7.202 picioare × 75 picioare. 